# John Prosky
John Prosky is een Amerikaanse acteur.

## Biografie
John Prosky is een zoon van Ida en Robert Prosky en een broer van Andy Prosky.
Prosky is begonnen met acteren in 1986 met de televisiefilm A Case of Deadly Force. Hierna heeft hij nog meerdere rollen gespeeld in televisiefilms en televisieseries zoals Chicago Hope (1996-1997), The Practice (2000), JAG (1997-2004), ER (2004), The Young and the Restless (2007), Medium (2007-2008) en True Blood (2008-2010).

## Filmografie[4]
- 2010 The Plan – als man – televisiefilm
- 2011 The Mentalist – als Dr. Evan Quick – televisieserie (1 afl)
- 2010 Law & Order: Los Angeles – als Dr. Gouldin – televisieserie (1 afl)
- 2010 The Gates – als Lloyd Foster – televisieserie (1 afl)
- 2008 – 2010 True Blood – als David Finch – televisieserie (4 afl)
- 2009 – 2010 FlashForward – als mr Dunkirk – televisieserie (2 afl)
- 2010 Radio Free Albemuth – als Dr. Goldfarb – televisiefilm
- 2009 Numb3rs – als Kyle Holtzman – televisieserie (1 afl)
- 2009 Just Peck – als Dr. Lipshitz – televisiefilm
- 2009 CSI: Crime Scene Investigation – als Vanderpool – televisieserie (1 afl)
- 2009 Eleventh Hour – als Chase Coleman – televisieserie (1 afl)
- 2008 My Own Worst Enemy – als Lance Dietrich – televisieserie (1 afl)
- 2008 Eli Stone – als Alan Cooke – televisieserie (2 afl)
- 2008 Brothers & Sisters – als Ron Robinson – televisieserie (1 afl)
- 2008 General Hospital – als Todd Shepard – televisieserie (2 afl)
- 2007 – 2008 Medium – als Tom Van Dyke – televisieserie (10 afl)
- 2008 Cold Case – als Dr. Thomas Rabinski – televisieserie (1 afl)
- 2008 Boston Legal – als Walt Devlin – televisieserie (1 afl)
- 2007 Love's Unfolding Dream – als George – televisiefilm
- 2007 The Young and the Restless – als Chaplain – televisieserie (4 afl)
- 2007 Sharpshooter – als Walker – televisiefilm
- 2007 The Dukes – als Brad – televisiefilm
- 2007 Medical Examiners – als advocaat van Keene – televisieserie (1 afl)
- 2006 Heroes – als hoofd – televisieserie (1 afl)
- 2006 Veronica Mars – als Ethan Lavoie – televisieserie (2 afl)
- 2006 Mini's First Time – als echtgenoot – televisiefilm
- 2006 CSI: NY – als museum medewerker – televisieserie (1 afl)
- 2006 Walkout – als Dyer – televisiefilm
- 2005 – 2006 Related – als Dr. Gorenberg – televisieserie (3 afl)
- 2006 Grey's Anatomy – als mr Singleton – televisieserie (1 afl)
- 2006 Derek & Simon: A Bee and a Cigarette – als conciërge – televisiefilm
- 2005 Nip/Tuck – als Glen Easley – televisieserie (1 afl)
- 2005 The Closer – als mr Banks – televisieserie (2 afl)
- 2005 Gone But Not Forgotten – als Wayne Turner – televisiefilm
- 2005 Jane Doe: Til Death Do Us Part – als Charles Greene – televisiefilm
- 2001 – 2005 Judging Amy – als mr Giddey en mr Guidry – televisieserie (2 afl)
- 2005 American Dreams – als ?? – televisieserie (1 afl)
- 2005 Second Time Around – als mr Seabrooks – televisieserie (1 afl)
- 2005 Heart of the Beholder – als Matthew Brewer – televisiefilm
- 2004 House – als Dr. Bergin – televisieserie (1 afl)
- 2004 The Last Shot – als Hotel manager – televisiefilm
- 2004 ER – als mr Brooks – televisieserie (4 afl)
- 1997 – 2004 JAG – als Jon Barrow en John Haynes en Stewart Grossman – televisieserie (4 afl)
- 2004 The D.A. – als Will Banner – televisieserie (1 afl)
- 2004 Hidalgo – als baas van paarden stal – televisiefilm
- 2004 Oliver Beene – als David – televisieserie (1 afl)
- 2003 Peacemakers – als Tipton – televisieserie (1 afl)
- 2003 The Battle of Shaker Heights – als directeur – televisiefilm
- 2003 Hulk – als technicus bij Atheon – televisiefilm
- 2003 Lost at Home – als mr Garth – televisieserie (1 afl)
- 2003 Bringing Down the House – als commentator – televisiefilm
- 2003 Southside – als Tom O'Malley – televisiefilm
- 2003 Gods and Generals – als brigadier-generaal Lewis Armistead – televisiefilm
- 2002 Becker – als mr Connely – televisieserie (1 afl)
- 2002 Presidio Med – als ?? – televisieserie (1 afl)
- 2002 Groom Lake – als Hester Dealt – televisiefilm
- 2002 The X-Files – als medische onderzoeker – televisieserie (1 afl)
- 2002 Felicity – als Dr. Stern – televisieserie (1 afl)
- 2002 24 – als Dr. George Ferragamo – televisieserie (1 afl)
- 2001 Charmed – als congreslid – televisieserie (1 afl)
- 1994 – 2001 NYPD Blue – als Fred Converse en Robert Horowitz – televisieserie (2 afl)
- 2001 Offside – als sergeant – televisiefilm
- 2001 Touched by an Angel – als Gregory – televisieserie (1 afl)
- 2001 Stargate SG-1 – als Malchus – televisieserie (1 afl)
- 2001 Artificial Intelligence: A.I. – als mr Williamson – televisiefilm
- 2001 Star Trek: Voyager – als Otrin – televisieserie (1 afl)
- 2001 Any Day Now – als ?? – televisieserie (1 afl)
- 2000 The West Wing – als Aide – televisieserie (1 afl)
- 2000 The Practice – als Mitchell Kravits – televisieserie (3 afl)
- 2000 Lost Souls – als Orderly – televisiefilm
- 2000 Strip Mall – als dokter – televisieserie (2 afl)
- 2000 An American Daughter – als Tom Reynolds – televisiefilm
- 2000 Titus – als Dr. Meigham – televisieserie (1 afl)
- 2000 Grandfather's Birthday – als ?? – televisiefilm
- 1999 My Little Assassin – als Harold Bly – televisiefilm
- 1999 Moesha – als professor Ward – televisieserie (1 afl)
- 1999 Bowfinger – als directielid van MindHead – televisiefilm
- 1999 Just Shoot Me! – als Norman – televisieserie (1 afl)
- 1999 Profiler – als Salinger – televisieserie (1 afl)
- 1998 Brown's Requiem – als Larkin – televisiefilm
- 1998 Pensacola: Wings of Gold – als Jules Clegg – televisieserie (1 afl)
- 1998 Permanent Midnight – als politieagent – televisiefilm
- 1998 Goodbye Lover – als forensische politieagent – televisiefilm
- 1998 The Closer – als Malloy – televisieserie (1 afl)
- 1998 The Advanced Guard – als Alpha – televisiefilm
- 1998 Beyond Belief: Fact of Fiction – als Earl Potter – televisieserie (1 afl)
- 1998 Beverly Hills, 90210 – als Duke Weatherill – televisieserie (2 afl)
- 1997 Silk Stalkings – als ?? – televisieserie (1 afl)
- 1997 The Jamie Foxx Show – als ?? – televisieserie (1 afl)
- 1996 – 1997 Chicago Hope – als Bart Simon – televisieserie (4 afl)
- 1997 Brooklyn South – als mr Bloomford – televisieserie (1 afl)
- 1997 Fire Down Below – als adjudant – televisiefilm
- 1997 The Burning Zone – als Dr. Vanderkelen – televisieserie (1 afl)
- 1997 Spy Game – als Hale – televisieserie (1 afl)
- 1996 The Cold Equations – als Markham – televisiefilm
- 1996 High Tide – als Dr. Feelgood – televisiefilm
- 1996 Frasier – als Preston – televisieserie (1 afl)
- 1996 The Nutty Professor – als dokter – televisiefilm
- 1996 The Phantom – als politieagent – televisiefilm
- 1996 Star Trek: Deep Space Nine – als Brathaw – televisieserie (1 afl)
- 1996 Murder One – als Mark Smith – televisieserie (1 afl)
- 1996 Forgotten Sins – als technicus bij Polygraph – televisiefilm
- 1995 Aurora: Operation Intercept – als Hulett – televisiefilm
- 1995 Sketch Artist II: Hands That See – als Sherman Bochs – televisiefilm
- 1995 My So-Called Life – als Ted – televisieserie (1 afl)
- 1994 Final Mission – als sergeant Wyatt – televisiefilm
- 1994 Le Bâton (The Stick) – als Bertram – televisiefilm
- 1992 Interceptor – als Collins – televisiefilm
- 1991 Life Goes On – als Mike Evans – televisieserie (1 afl)
- 1991 Late for Diner – als Tome Bostich – televisiefilm
- 1991 Dream One – als Albert Tarver – televisieserie (1 afl)
- 1991 Flight of Black Angel – als controleur – televisiefilm
- 1990 In the Line of Duty: A Cop for the Killing – als Don – televisiefilm
- 1990 L.A. Law –als Randall Carlson – televisieserie (1 afl)
- 1986 A Case of Deadly Force – als Phil Cachran – televisiefilm